# Sempervivum
- Commons
- Wikispecies

Sempervivum L. é um género botânico pertencente à família Crassulaceae.

## Espécies
| - Sempervivum altum - Sempervivum arachnoideum - Sempervivum armenum - Sempervivum atlanticum - Sempervivum ballsii - Sempervivum borissovae - Sempervivum calcareum - Sempervivum cantabricum - Sempervivum caucasicum - Sempervivum ciliosum - Sempervivum davisii - Sempervivum dolomiticum - Sempervivum erythraeum - Sempervivum glabrifolium - Sempervivum ingwersenii - Sempervivum juvanii - Sempervivum kindingeri | - Sempervivum kosaninii - Sempervivum leucanthum - Sempervivum macedonicum - Sempervivum marmoreum - Sempervivum minus - Sempervivum montanum - Sempervivum nevadense - Sempervivum octopodes - Sempervivum ossetiense - Sempervivum pittonii - Sempervivum pumilum - Sempervivum sosnowskyi - Sempervivum tectorum - Sempervivum thompsonianum - Sempervivum transcaucasicum - Sempervivum wulfenii - Sempervivum zeleborii |

- Lista completa

## Classificação do gênero
| Sistema | Classificação                       | Referência               |
| ------- | ----------------------------------- | ------------------------ |
| Linné   | Classe Dodecandria, ordem Polygynia | Species plantarum (1753) |